# Булакская ГЭС
Була́кская гидроэлектростанция (Семипалатинская ГЭС) — проектируемая к строительству на реке Иртыш гидроэлектростанция, контррегулятор Шульбинской ГЭС.

## История
Возведение ГЭС планировалось ещё в советское время, в начале 90-х гг. к будущей строительной площадке была подведена линия электропередач. В 1999 году проект строительства ГЭС был включен в Программу развития электроэнергетики Республики Казахстан до 2030 года. В 2005 году Правительство Казахстана приняло решение о разработке технико-экономического обоснования проекта строительства ГЭС, выкупе земельного участка для строительства. Однако сроки начала строительства ГЭС постоянно переносятся на всё более поздний период.

## Значение. Экологические последствия
Введение в эксплуатацию Булакской ГЭС даст возможность дополнительно высвободить на Шульбинской ГЭС 500 МВт пиковой мощности. Также создание ГЭС, возможно улучшит ситуацию с водоснабжением Павлодарской области.
По словам заведующей лабораторией Алтайского филиала КазНИИ рыбного хозяйства Ольги Кириченко, строительство ГЭС не принесёт дополнительного ущерба экологическому состоянию реки, поскольку «реки Ульба и Уба на протяжении многих десятилетий загрязнены промстоками, изменены, поэтому строительство гидросооружений особенно не повлияет на их ихтиофауну».